# 施泰尔马克帝国大区
施泰尔马克帝国大区（德語：Reichsgau Steiermark）是纳粹德国的一个行政区划，由施泰尔马克州、下施泰尔马克州和布尔根兰州南部地区组成。它存在于1938年至1945年。
纳粹的大区制度最初是在1926年5月22日的一次党代表大会上建立的，目的是为了改进对党的结构的管理。从1933年纳粹夺取政权后，大区逐渐取代德国各州成为基础行政区划。1938年3月12日，纳粹德国吞并了奥地利，5月24日，奥地利各省被重组，由七个纳粹的帝国大区取代。根据1939年4月14日和5月1日生效的《奥斯特马克法》（Ostmarkgesetz），奥地利大区被提升为帝国大区的地位，他们的大区长官随后也被称为帝国代理长官（Reichsstatthalters）。
每个大区之上都有一个大区长官，这个职位的权力变得越来越强大，尤其是在第二次世界大战爆发之后。当地的大区长官负责宣传和监视，从1944年9月起，他们还负责冲锋队和大区的防御工作。
从1938年到1945年，Siegfried Uiberreither一直担任施蒂利亚州的大区长官一职。